# Giovanni Claudio Bottini
Giovanni Claudio Bottini OFM (ur. 27 lipca 1944 w Loreto Aprutino w Abruzji we Włoszech) – włoski biblista, doktor teologii w dziedzinie nauk biblinych, franciszkanin, były dziekan Franciszkańskiego Studium Biblijnego w Jerozolimie.
Claudio Bottini jest członkiem franciszkańskiej Prowincji Św. Bernardyna ze Sieny w Abruzji. Zdobył licencjat z nauk biblijnych na rzymskim Biblicum oraz doktoryzował się we Franciszkańskim Studium Biblijnym w Jerozolimie. Publikuje na łamach periodyków naukowych we Włoszech i Izraelu. Zakresem jego badań są pisma św. Łukasza oraz List św. Jakuba. Był dziekanem wydziału biblijnego swojej macierzystej Alma Mater.
Publikuje artykuły naukowe na łamach Liber Annuus.